# Newmarket (Nou Hampshire)
Newmarket és una població dels Estats Units a l'estat de Nou Hampshire. Segons el cens del 2007 tenia 9.485 habitants.

## Demografia
Segons el cens del 2000, Newmarket tenia 8.027 habitants, 3.379 habitatges, i 1.949 famílies. La densitat de població era de 247 habitants per km².
Dels 3.379 habitatges en un 29,1% hi vivien nens de menys de 18 anys, en un 45,6% hi vivien parelles casades, en un 0% dones solteres, i en un 42,3% no eren unitats familiars. En el 27,5% dels habitatges hi vivien persones soles el 6,4% de les quals corresponia a persones de 65 anys o més que vivien soles. El nombre mitjà de persones vivint en cada habitatge era de 2,37 i el nombre mitjà de persones que vivien en cada família era de 2,94.
Per edats la població es repartia de la següent manera: un 22,1% tenia menys de 18 anys, un 13,3% entre 18 i 24, un 37,2% entre 25 i 44, un 18,9% de 45 a 60 i un 8,4% 65 anys o més.
L'edat mediana era de 33 anys. Per cada 100 dones de 18 o més anys hi havia 95,1 homes.
La renda mediana per habitatge era de 46.058$ i la renda mediana per família de 53.750$. Els homes tenien una renda mediana de 38.089$ mentre que les dones 26.375$. La renda per capita de la població era de 22.085$. Entorn del 5,7% de les famílies i el 8,3% de la població estaven per davall del llindar de pobresa.